# ドミトリー・ロゴージン

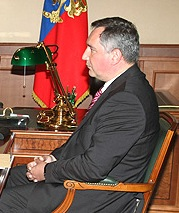
2008年

ドミトリー・オレゴヴィチ・ロゴージン（ロシア語: Дмитрий Олегович Рогозин, ラテン文字転写の例：Dmitry Olegovich Rogozin, 1963年12月21日 - ） は、ロシアの政治家、実業家。元ロシア連邦政府副首相。 かつてロシア連邦議会下院国家会議に議席を持っていた愛国主義政党祖国（ロージナ）の指導者。最も率直なロシアの民族主義・愛国主義者の一人である。
祖国自体は、左翼のポピュリズムの方向に移行し、その後「公正ロシア」に合流した。

## 来歴
ロゴージンは、ソビエト連邦の著名な軍事史家の家庭に生まれた。1986年モスクワ大学を卒業し、ジャーナリズムの学位を取る。1988年マルクス・レーニン主義大学で経済学を学び、1996年哲学博士号（Ph.D.）を取得する。1993年ユーリ・スココフ、アレクサンドル・レベジの中道右派・愛国主義を標榜した新党、ロシア人共同体会議に入党し、党の幹部となる。1997年下院国家会議選挙にヴォロネジ選挙区から立候補し、当選する。当選後は、旧ソ連の各共和国に点在するロシア人の権利擁護を声高に主張した。2003年民族愛国運動体「祖国（ロージナ）」を結成し、指導者となる。2003年の下院選挙では、9.2％の得票率で、37議席を獲得した。
その後、民族主義政党「偉大なるロシア」の発起人となる。
2011年12月23日、ドミートリー・メドヴェージェフ大統領により、ロシア副首相に抜擢される。
2012年5月21日、ドミートリー・メドヴェージェフ内閣でも副首相に再任された。
2018年5月、国営企業ロスコスモスのCEOに就任。
2022年7月、ロスコスモスを退社し、ウクライナ東部における親ロシア派支配地域で軍に助言する活動を始めた。同年12月、ドネツクのレニンスキー地区にあるレストランで誕生日を祝っていたところ、砲撃に遭い負傷した。頭部軟部組織、臀部、左太ももに榴散弾の破片の傷を受けたという。自身のTelegramで「右肩甲骨の上に3x4mmの金属片が入ったため、手術をする」と報告しているが、医師はその破片を取り除くことが出来ないと政府機関に語ったと報じられている。